# Francesco Alberti (pittore)
Francesco Alberti, detto Fiumana (fl. XVI secolo), è stato un pittore italiano, attivo a Bologna nel XVI secolo.

## Biografia e opere
Le notizie biografiche sono quasi del tutto assenti; la sua presenza è solamente documentata a Bologna nel 1550. Nel capoluogo emiliano dipinse alcune Storie della vita di San Petronio nella Basilica di San Petronio ed eseguì lavori nella chiesa di San Giovanni in Monte. Secondo il Malvasia sarebbe da identificare con un omonimo pittore attivo a Venezia di cui rimangono dipinti nell'Accademia cittadina.